# Крешини, Ремиджо
Ремиджио Крешини (итал. Remigo Crescini; 5 мая 1757, Пьяченца, Пармское герцогство — 20 июля 1830, Монтефьясконе, Папская область) — итальянский кардинал, бенедиктинец. Епископ Пармы с 23 июня 1828 по 20 июля 1830. Кардинал-священник с 27 июля 1829, с титулом церкви Сан-Джованни-а-Порта-Латина с 5 июля 1830.